# Arthur Guinness (imprenditore)
Arthur Guinness (Celbridge, 24 settembre 1725 – Dublino, 23 gennaio 1803) è stato un imprenditore irlandese, fondatore dell'azienda produttrice della birra Guinness.

## Biografia
I suoi genitori erano entrambi figli di fittavoli di Dublino e Kildare. La famiglia di Richard ha rivendicato la discesa dal clan gaelico Magennis della contea di Down. Le recenti prove del DNA suggeriscono tuttavia la discesa dai McCartan, un altro clan della contea di Down, la cui parrocchia di Kinelarty includeva il paese di "Guinness" vicino a Ballynahinch, nella contea di Down.
Il posto e la data di nascita di Guinness sono oggetto di speculazioni. La sua lapide a Oughterard, nella contea di Kildare, afferma chiaramente che morì il 23 gennaio 1803, "all'età di 78 anni", indicando che era nato nel 1724 o molto presto nel 1725. Non ci sono prove della data del 24 settembre 1725 scelta dal Compagnia della Guinness nel 1991, apparentemente per porre fine alla speculazione sulla sua data di nascita. Il luogo di nascita era forse la casa di sua madre a Ardclough. Nel 2009 è stato affermato che era nato nella vicina Celbridge, dove i suoi genitori vivevano nel 1725 e dove suo padre lavorava come amministratore per Arthur Price e potrebbe aver prodotto birra per i lavoratori della tenuta. Nel suo testamento, l'arcivescovo lasciò in eredità 100 sterline ad ogni membro della famiglia Guinness.

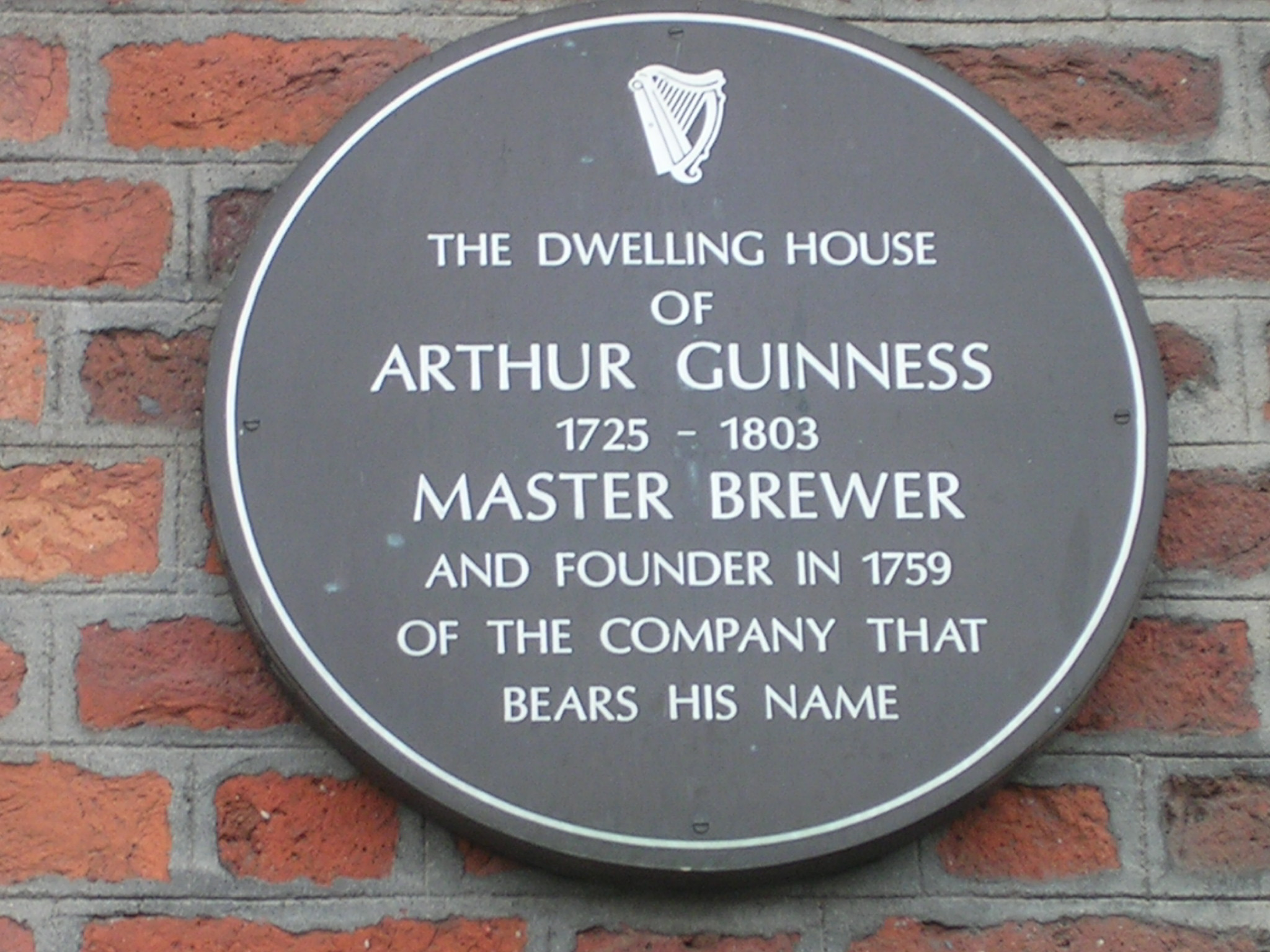
Casa di abitazione di Arthur Guinness (1725-1803), mastro birraio e fondatore nel 1759 della compagnia che da lui prende il nome.

Fondò il suo primo birrificio a Leixlip, stipulando un lungo contratto di locazione da George Bryan nel 1756, che è stato sviluppato come investimento immobiliare.
Cinque anni dopo, lasciò suo fratello minore a dirigere quell'impresa e si spostò a Dublino, al St. James's Gate Brewery, alla fine del 1759. Tale sito era abbandonato e fu affittato per 45 sterline all'anno per un contratto lungo 9 000 anni dai discendenti di Sir Mark Rainsford.
Già nel 1767 era a capo della Corporazione dei Mastri Birrai di Dublino.
In realtà, dal libro delle tasse, appare che Arthur vendette per la prima volta la sua birra porter solo nel 1778, e sembra che altri birrai di Dublino avessero provato a produrre questo tipo di birra a partire dagli anni 60.
La sua maggiore impresa fu l'espansione del suo birrificio nel triennio 1797-99. In seguito si dedicò esclusivamente alla birra scura e assunse alcuni membri della famiglia Purser, che avevano prodotto porter a Londra fin dagli anni 70; questi, in seguito, furono consoci del birrificio per diversi anni.

## Le idee politiche
Guinness, negli anni 80 e 90 del XVIII secolo, fu un sostenitore di Henry Grattan, se non altro perché questi voleva ridurre le tasse sulla birra.
Fu un rappresentante dei birrai nella Dublin Corporation a partire dagli anni 60 fino alla sua morte.
Come Grattan, Guinness era apertamente a favore dell'emancipazione dei cattolici a partire dal 1793, ma non appoggiò gli Irlandesi Uniti durante la rivolta irlandese del 1798.

## Arthur Guinness Fund
Per onorare ulteriormente l'eredità di Arthur Guinness, nel 2009 la Guinness & Co. ha fondato l'Arthur Guinness Fund (AGF). Un fondo interno istituito dalla Società, il cui scopo è quello di consentire e responsabilizzare le persone con competenze e opportunità per offrire un beneficio misurato alle loro comunità. Guinness ha donato oltre 7 milioni di euro al fondo sin dal suo inizio.
Arthur è una delle poche persone irlandesi commemorato due volte su francobolli, nel 1959 e nel 2009.
Nell'ottobre 2013 è stata eretta una sua statua a Celbridge.
Nel 2014 una serie di percorsi sono stati creati accanto a luoghi della sua vita nota collettivamente come "Arthur's Way".

## Matrimonio
Nel 1761 Arthur Guinness sposò Olivia Whitmore nella St. Mary's Church, a Dublino. Il padre di Olivia era William Whitmore, un droghiere in Essex Street, e sua madre era Mary Grattan di Drummin House, nella contea di Kildare. Olivia portò anche una dote di 1000 £.
Ebbero 21 figli, 10 dei quali sopravvissero fino all'età adulta:
- Elizabeth (1763–2 aprile 1847), sposò Frederick Darley, ebbero cinque figli;
- Hosea (12 luglio 1765-5 marzo 1841), sposò Jane Hart, ebbero sei figli;
- Arthur (12 marzo 1768-9 giugno 1855);
- Edward (1772-20 agosto 1833), sposò Margaret Blair, ebbero una figlia;
- Olivia (1775–1809);
- Benjamin (1777-19 maggio 1836), sposò Rebecca Lee, ebbero una figlia;
- William Lunell (1779–1842), sposò Susanna Newton, ebbero due figli;
- Louisa (1781–1809), sposò William Deane Hoare, ebbero una figlia;
- John Grattan (1783–1850), sposò in prime nozze Susanna Hutton, ebbero un figlio, e in seconde Jane Cramer, ebbero due figli;
- Mary Anne (1787–1809), sposò John Burke, ebbero un figlio.

Dal 1764 vissero nella Beaumont House, attualmente parte del Beaumont Hospital, nei sobborghi nord della capitale irlandese. Dal marzo 1798 visse a Mountjoy Square a Dublino.

## Morte
Morì il 23 gennaio 1803 a Dublino. Fu sepolto nella tomba di famiglia della madre, a Oughter Ard nella contea di Kildare.
Alla sua morte la produzione annuale era di oltre 20 000 botti.